# Лимандровка
Лимандровка — река в России, протекает в Мошенском районе Новгородской области и по границе с Боровичским районом. Река вытекает из озера Лимандрово, устье Лимандровки находится в 31 км по правому берегу реки Уверь. Длина реки составляет 18 км.
Все населённые пункты на реке находятся в Мошенском районе и относятся к Меглецкому сельскому поселению. На правом берегу деревня Зайцево, на левом — Гришкино, ниже на левом берегу Царёво, дальше справа нежилая Лепилово и слева нежилая Марково.

## Данные водного реестра
По данным государственного водного реестра России относится к Балтийскому бассейновому округу, водохозяйственный участок реки — Мста без реки Шлина от истока до Вышневолоцкого г/у, речной подбассейн реки — Волхов. Относится к речному бассейну реки Нева (включая бассейны рек Онежского и Ладожского озера).
Код объекта в государственном водном реестре — 01040200212102000020612.